# پرندگان مرده (فیلم ۱۹۶۳)
پرندگان مرده (به انگلیسی: Dead Birds) فیلمی ۸۴ دقیقه‌ای به کارگردانی رابرت گاردنر محصول کشور ایالات متحده آمریکا است.